# Драшко Божович
Драшко Божович (нар. 30 червня 1985, Тітоград) — чорногорський футболіст, півзахисник футбольного клубу «Хапоель» (Беер-Шева) та збірної Чорногорії.

## Досягнення
- Чемпіон Чорногорії (6): 2007–2008, 2008–2009, 2011–2012, 2019–2020, 2020–2021, 2023–2024
- Володар Кубка Косова (1): 2017–2018
- Володар Кубка Чорногорії (5): 2013–2014, 2015–2016, 2018–2019, 2020–2021, 2024–2025